# 染藍
染藍，香港股市常用詞語，是指某上市公司的股份被恆指服務公司納入藍籌股（恆生指數成份股），股價或因而受惠被炒上。